# Yun Deok-ju
Yun Deok-ju, conosciuta anche con la traslitterazione Yoon Duk-joo (윤덕주?, 尹德珠?; 23 giugno 1921 – 8 luglio 2005), è stata una dirigente sportiva sudcoreana, membro del FIBA Hall of Fame dal 2007 in qualità di contributore.

## Carriera
Ha diretto la Federazione cestistica della Corea del Sud dal 1952 al 1954; dal 1978 al 1997 ne è stata vicepresidente. È stata capo-delegazione della Nazionale sudcoreana femminile dal 1983 al 2001.
Ha fatto parte dell'Asian Basketball Confederation (oggi FIBA Asia) dal 1986 al 1996, e del FIBA Central Board dal 1986 al 1995. Per cinque anni (1993-1997) ha ricoperto l'incarico di vicepresidente del Comitato Olimpico Coreano.